# Чибис (летательный аппарат)
«Чибис» — белорусский беспилотный летательный аппарат, разработанный компаниями «Белспецвнештехника» и «Системтроникс».

## Презентация
Первая публичная демонстрация дрона прошла на оружейной выставке «MILEX—2011» в Минске в июне 2011 года.

## Функционал
БПЛА «Чибис» предназначен для выполнения различных задач, в топ числе:
- Проведение разведки и контроля местности;
- Поиск и обнаружение и распознавание наземных объектов
- Слежение за неподвижными и подвижными объектами;
- Составление фотопланов местности и геокодирование для создания цифровых карт местности.

## Технические характеристики
| Параметры                                                             | Данные                       |
| --------------------------------------------------------------------- | ---------------------------- |
| Длина                                                                 | 2,74 м                       |
| Размах крыльев                                                        | 5,76 м                       |
| Высота                                                                | 1,39 м                       |
| Максимальная дальность радиоканала управления                         | 10 км                        |
| Максимальная дальность передачи видеоинформации                       | 10 км                        |
| Максимальная взлётная масса                                           | 145 кг                       |
| Крейсерская скорость полёта                                           | 150 км/ч                     |
| Максимальная скорость полёта                                          | 190 км/ч                     |
| Максимальная дальность полёта                                         | 705 км                       |
| Максимальная высота полёта                                            | 3000 —7000 м                 |
| Максимальное время полёта                                             | 60 мин                       |
| Максимальная продолжительность нахождения в режиме автономного полёта | 7,5 ч                        |
| Взлёт                                                                 | c резино-жгутовой катапульты |
| Посадка                                                               | на парашюте                  |
| Тип авиадвигателя                                                     | поршневой                    |